# Ogano
Ogano (小鹿野町?) è una cittadina giapponese della prefettura di Saitama.